# ایالت سند (۱۹۳۶-۱۹۵۵)
ایالت سند (به سندی: سنڌ) ایالتی در هند بریتانیا از ۱ آوریل ۱۹۳۶ تا ۱۹۴۷ و سپس در قلمرو پاکستان از ۱۴ اوت ۱۹۴۷ تا ۱۴ اکتبر ۱۹۵۵ بود. ایالت سند در زمان حاکمیت بریتانیا، به صورت تقریبی ایالت سند کنونی به استثنای ایالت شاهزاده خیرپور را در بر می‌گرفت و مرکز آن کراچی بود. یک سال پس از ایجاد پاکستان شهر کراچی به عنوان قلمرو پایتخت فدرال انتخاب شد و ایالت سند آن را دست داد. در سال ۱۹۵۵ با ایجاد طرح یک واحدی، ایالت سند منحل و در پاکستان غربی ادغام شد.
پس از انحلال طرح یک واحدی مناطق سابق ایالت شاهزاده خیرپور و مناطق سابق ایالت سند به همراه کراچی ترکیب شدند تا ایالت سند مدرن تشکیل شود.

## تقسیمات اداری
در ۱ آوریل ۱۹۳۶ بخش سند به ایالت سند ارتقا یافت و از ریاست جمهوری بمبئی جدا وبه عنوان ایالت سند تأسیس شد.
در آن زمان بخش‌های اداری ایالت به شرح زیر بود:
| بخش           | ایالت سند                                                               |
| ------------- | ----------------------------------------------------------------------- |
| بخش حیدرآباد  | حیدرآباد ترپارکر شهید بینظیرآباد سوکور مرزی سند بالا لارکانه کراچی دادو |
| مساحت کل، سند | ۱۲۳٬۰۸۰ کیلومتر مربع (۴۷٬۵۲۰ مایل مربع)                                 |

## جغرافیا
ایالت سند پس از پیوستن به قلمرو پاکستان، از غرب با قلمرو پایتخت فدرال کراچی، ایالت شاهزاده لسبیله و ایالت شاهزاده کلات، از شمال با ایالت بلوچستان بریتانیا و ایالت پنجاب غربی، از شمال شرقی با ایالت شاهزاده بهاوالپور و از سه طرف با ایالت شاهزاده خیرپور هم‌مرز بود. ایالت‌های راجستان و گجرات در شرق و جنوب با ایالت سند مرزهای بین‌المللی داشتند.
شهر کراچی که اکنون مرکز ایالت سند است بین سالیان ۱۹۳۶ تا ۱۹۴۸ جزئی از ایالت سند بود اما در سال ۱۹۴۸ به عنوان قلمرو پایتخت فدرال کراچی انتخاب شد و از سند جدا شد. پس از جدا شدن کراچی از سند، مرکزت ایالت سند به حیدرآباد منتقل شد.

## تاریخچه
بر اساس منابع اولین بار در سند در دوره تمدن دره سند و موهن جو دارو در سال ۱۷۵۰ قبل از میلاد سکونت گزیده شد. خاندان تالپور از طایفه تالپور بلوچ در سال ۱۷۸۳با شکست دادن خاندان کلهره حکومت سند را به دست گرفت. کمپانی هند شرقی بریتانیا در سال ۱۸۴۳ برای فتح سند به سلطنت تالپور حمله کرد و در نهایت با شکست خاندان تالپور، سند بخشی از هند بریتانیا شد. بریتانیایی‌ها پس از فتح سند برای گنجاندن سند در تقسیمات خود در تاریخ ۱ اکتبر ۱۸۴۳ تصمیم گرفتند سند را تحت عنوان «بخش سند»، بخشی از ایالت بمبئی یا ریاست جمهوری بمبئی قرار دهند. سپس در ۱ آوریل ۱۹۳۵ «بخش سند» تحت قانون تمام هند به ایالت سند ارتقا یافت و از ایالت ریاست جمهوری بمبئی جدا شد.

### ۱۹۳۶–۱۹۴۷
در ۱ آوریل ۱۹۳۶ بخش سند از ریاست جمهوری بمبئی جدا و مستقل شد تا وضعیت ایالت را به دست آورد و مرکز آن نیز توسط بریتانیا کراچی مقرر شد.

### ۱۹۴۷–۱۹۵۵
پس از تجزیه هند به دنبال قطعنامه مجلس قانونگذاری سند در اوت ۱۹۴۷، سند به قلمرو پاکستان پیوست و بخشی از پاکستان شد.
در سال ۱۹۴۸، برای تشکیل یک قلمروی پایتخت فدرال، شهر کراچی (با مساحت ۲۱۰۳ کیلومتر مربع) از ایالت سند جدا و قلمروی پایتخت فدرال کراچی تشکیل شد. به غیر از خود شهر کراچی، باقی مناطق اطراف کراچی که تا قبل از ایجاد قلمرو پایتخت در ناحیه کراچی قرار داشتند تحت عنوان ناحیه تهته در ایالت سند باقی ماندند.
پس از جدا شدن کراچی مرکزیت ایالت سند به حیدرآباد منتقل شد.

## انحلال
در ۱۴ اکتبر ۱۹۵۵ طی اجرای طرح یک واحدی توسط چودهری محمد علی و ژنرال اسکندر میرزا، ایالت سند در ایالت پاکستان غربی ادغام و منحل شد.

## پس انحلال طرح یک واحدی
پس از اعلام انحلال پاکستان غربی طی انحلال طرح یک واحدی در تاریخ۳۰ مارس ۱۹۷۰ توسط یحیی خان، احیای ایالت‌های چهارگانه پنجاب، سند، بلوچستان، شمال غربی در دستور کار دولت قرار گرفت. بدین ترتیب مناطق سابق ایالت شاهزاده نشین خیرپور با مناطق سابق ایالت سند بریتانیا برای ایجاد ایالت سند مدرن(ایالت سند فعلی) ترکیب شدند.

## دولت

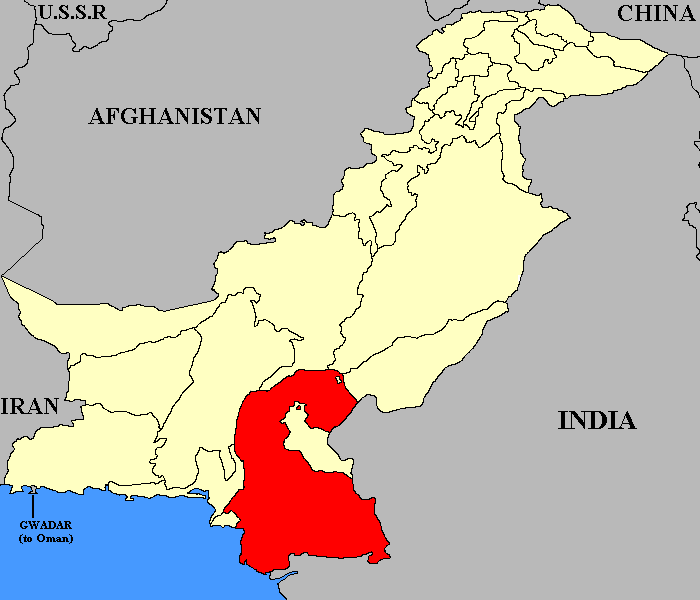
نقشه ایالت سند پس از پیوستن به پاکستان در کنار ایالت شاهزاده خیرپور

زمانی که سند در سال ۱۹۳۶ به ایالت تبدیل شد، دفاتر فرماندار سند و نخست‌وزیر سند (بعدها وزیر ارشد سند) تأسیس شدند و تا سال ۱۹۵۵ که طی طرح یک واحدی ایالت سند منحل شد ادامه یافتند.
| تصدی                        | فرماندار سند                 |
| --------------------------- | ---------------------------- |
| ۱ آوریل ۱۹۳۶                | ایالت سند تأسیس شد           |
| ۱ آوریل ۱۹۳۶–۱ اوت ۱۹۳۸     | سر لنسلوت گراهام (اولین بار) |
| ۱ اوت ۱۹۳۸–۱ دسامبر ۱۹۳۸    | جوزف گرت (بازیگری)           |
| ۱ دسامبر ۱۹۳۸–۱ آوریل ۱۹۴۱  | سر لنسلوت گراهام (دومین بار) |
| ۱ آوریل ۱۹۴۱–۱۵ ژانویه ۱۹۴۶ | سر هیو داو                   |
| ۱۵ ژانویه ۱۹۴۶–۱۴ اوت ۱۹۴۷  | سر رابرت فرانسیس مودی        |
| ۱۴ اوت ۱۹۴۷                 | استقلال پاکستان              |
| ۱۴ اوت ۱۹۴۷–۴ اکتبر ۱۹۴۸    | سر غلام حسین هدایت الله      |
| ۴ اکتبر ۱۹۴۸–۱۹ نوامبر ۱۹۵۲ | شیخ دین محمد                 |
| ۱۹ نوامبر ۱۹۵۲–۱ مه ۱۹۵۳    | میان امین الدین              |
| ۱ مه ۱۹۵۳–۱۲ اوت ۱۹۵۳       | جورج باکساندال کنستانتین     |
| ۱۲ اوت ۱۹۵۳–۲۳ ژوئن ۱۹۵۴    | حبیب ابراهیم رحمت‌الله        |
| ۲۳ ژوئن ۱۹۵۴–۱۴ اکتبر ۱۹۵۵  | افتخار حسین خان              |
| ۱۴ اکتبر ۱۹۵۵               | ایالت سند منحل شد            |

| نخست‌وزیر                      | شروع دوره     | پایان دوره    | حزب سیاسی              |
| ----------------------------- | ------------- | ------------- | ---------------------- |
| غلامحسین هدایت الله (بار اول) | ۲۸ آوریل ۱۹۳۷ | ۲۳ مارس ۱۹۳۸  | حزب خلق مسلمان         |
| الله باکس سومرو (بار اول)     | ۲۳ مارس ۱۹۳۸  | ۱۸ آوریل ۱۹۴۰ | حزب اتحاد              |
| میر بنده علی خان تالپور       | ۱۸ آوریل ۱۹۴۰ | ۷ مارس ۱۹۴۱   | لیگ مسلمانان سراسر هند |
| الله باکس سومرو (دومین بار)   | ۷ مارس ۱۹۴۱   | ۱۴ اکتبر ۱۹۴۲ | حزب اتحاد              |
| غلامحسین هدایت الله (بار دوم) | ۱۴ اکتبر ۱۹۴۲ | ۱۴ اوت ۱۹۴۷   | حزب خلق مسلمان         |

| تصدی                        | وزیر ارشد سند             | حزب سیاسی          |
| --------------------------- | ------------------------- | ------------------ |
| ۱۴ اوت ۱۹۴۷–۲۸ آوریل ۱۹۴۸   | محمد ایوب خرو (نوبت اول)  | مسلمان لیگ پاکستان |
| ۳ مه ۱۹۴۸–۴ فوریه ۱۹۴۹      | پیرالهی بخش               | مسلمان لیگ پاکستان |
| ۱۸ فوریه ۱۹۴۹–۷ مه ۱۹۵۰     | یوسف هارون                | غیر حزبی           |
| ۸ مه ۱۹۵۰–۲۴ مارس ۱۹۵۱      | قاضی فضل‌الله عبیدالله     | غیر حزبی           |
| ۲۵ مارس ۱۹۵۱–۲۹ دسامبر ۱۹۵۱ | محمد ایوب خرو (دومین بار) | مسلمان لیگ پاکستان |
| ۲۹ دسامبر ۱۹۵۱–۲۲ مه ۱۹۵۳   | حکومت فرماندار            | حکومت فرماندار     |
| ۲۲ مه ۱۹۵۳–۸ نوامبر ۱۹۵۴    | پیرزاده عبد ستار          | مسلمان لیگ پاکستان |
| ۹ نوامبر ۱۹۵۴–۱۴ اکتبر ۱۹۵۵ | محمد ایوب خرو (بار سوم)   | مسلمان لیگ پاکستان |
| ۱۴ اکتبر ۱۹۵۵               | ایالت سند منحل شد         | ایالت سند منحل شد  |

## جمعیت‌شناسی
سند برای قرن‌ها منطقه ای دارای جمعیت اکثریت مسلمان بود اما اقلیت قابل توجهی از هندوها در سراسر ایالت وجود داشت. در سال ۱۹۴۷ به دلیل تنش‌های تقسیم هند، دو میلیون مسلمان مهاجر به پاکستان مهاجرت کردند در حالی که بیشتر هندوهای سندی به هند فرار کردند.
مسلمانان هند عمدتاً اردو زبان بودند.